# Thylogale calabyi
Thylogale calabyi är en pungdjursart som beskrevs av Tim Flannery 1992. Thylogale calabyi ingår i släktet buskvallabyer och familjen kängurudjur. IUCN kategoriserar arten globalt som starkt hotad. Inga underarter finns listade.
Pungdjuret förekommer vid några få ställen på östra Nya Guinea. Arten vistas där i upp till 2800 meter höga bergstrakter. Habitatet utgörs av gräsmarker nära skogar.